# Grand Prix automobile d'Azerbaïdjan 2023
GP précédent GP suivant
Le Grand Prix automobile d'Azerbaïdjan 2023 (2023 Formula 1 Azerbaijan Grand Prix) disputé le 30 avril 2023 sur le circuit urbain de Bakou, est la 1083e épreuve du championnat du monde de Formule 1 courue depuis 1950. Il s'agit de la sixième édition du Grand Prix d'Azerbaïdjan comptant pour le championnat du monde de Formule 1 et la quatrième manche du championnat 2023. Il s'agit cette saison du premier des six Grand Prix dont le programme est agrémenté d'une course sprint le samedi selon une nouvelle formule, puisqu'il s'agit d'une course indépendante précédée d'une qualification.
Pour la première fois de la saison, mais pour la troisième fois consécutive sur ce circuit et la dix-neuvième fois de sa carrière, Charles Leclerc place sa Ferrari en pole position pour la course du dimanche. À 215,670 km/h de moyenne, en rasant les protections, il devance Max Verstappen de 188 millièmes de seconde. Leurs coéquipiers Sergio Pérez et Carlos Sainz Jr. suivent en deuxième ligne. Lewis Hamilton et Fernando Alonso occupent la troisième ligne et précèdent Lando Norris et Yuki Tsunoda ; Lance Stroll et Oscar Piastri complètent la première partie de la grille.
Exceptionnellement, les qualifications ont lieu le vendredi pour laisser place, le lendemain, à la journée dédiée au sprint où Leclerc domine à nouveau le plateau en réalisant le meilleur temps du shootout pour s'élancer en tête de la course sur dix-sept tours. Elle est remportée par Sergio Pérez. À la relance, au huitième passage, après la sortie de la voiture de sécurité consécutive à une touchette de Yuki Tsunoda qui a laissé une roue et des débris sur la piste, le Mexicain n'a aucun mal à déposer Leclerc dans la grande ligne droite dès que les pilotes peuvent utiliser leur aileron arrière mobile. Verstappen complète le trio de tête malgré un ponton abimé lors d'une passe d'armes avec Russell qui termine quatrième ; suivent dans les points, Sainz, Alonso, Hamilton, et Stroll, soit, panachées, les deux Red Bull, Ferrari, Mercedes et Aston Martin.
Au terme des cinquante-et-un tours de la course dominicale, Sergio Pérez devient le premier double vainqueur (après 2021) en sept éditions disputées sur le circuit de Bakou ; il remporte sa seconde victoire de la saison, la sixième de sa carrière, en s'affirmant comme un spécialiste des tracés urbains. Le Mexicain devance Max Verstappen, pour un troisième doublé Red Bull en quatre Grands Prix, et revient à six points de son coéquipier au championnat du monde, Charles Leclerc monte sur son premier podium en 2023, le vingt-cinquième de sa carrière.
Les Red Bull RB19 affichent à nouveau leur implacable supériorité. La victoire se décide entre Sergio Pérez et Max Verstappen quand le double champion du monde leader de la course s'arrête au dixième tour pour chausser des pneus durs ; au même moment, Nyck de Vries casse sa suspension avant gauche et provoque la sortie de la voiture de sécurité, ce qui offre un arrêt gratuit à tous les autres. Ceci permet à Pérez de passer devant son coéquipier et de le garder derrière lui jusqu'au drapeau à damier. En début de course, les protégés de Christian Horner dépassent tour à tour, facilement, la Ferrari de Leclerc parti en pole position et, à chaque fois, littéralement laissé sur place dans la grande ligne droite. Tout le mérite de Pérez est alors de rester très proche de son coéquipier jusqu'à son arrêt, ce qui lui permet ensuite de ressortir de la voie des stands devant lui. Leclerc parvient à conserver sa troisième place en contenant Fernando Alonso, l'empêchant de se mettre à portée d'aileron arrière mobile. Parti sixième, le double champion du monde espagnol dépasse Lewis Hamilton avant la sortie de la voiture de sécurité puis Carlos Sainz Jr. après la relance pour s'installer définitivement en quatrième position. Sainz et Hamilton conservent également leur position jusqu'au terme de l'épreuve, Lance Stroll se classe septième. George Russell, huitième avec suffisamment d'avance sur son poursuivant, rentre chausser des pneus tendres et obtient le point bonus du meilleur tour dans la dernière boucle. Esteban Ocon, qui roule derrière lui, dispute toute l'épreuve avec le même train de pneus durs et doit s'arrêter dans le cinquantième tour ; il recule à la quinzième place. Il en est de même pour Nico Hülkenberg qui tenait la dixième place et rentre au stand à trois tours du but. Ainsi, Lando Norris et Yuki Tsunoda récupèrent les derniers points en jeu.
Avec 33 points engrangés durant le weekend, Sergio Pérez (87 points) se rapproche de Max Verstappen (93 points) au championnat du monde. Fernando Alonso reste troisième (60 points), devant Lewis Hamilton (48 points) et Carlos Sainz (34 points), alors que Charles Leclerc (28 points) grimpe à la sixième place, à égalité de points avec George Russell. Lance Stroll (27 points) est huitième, suivi par Lando Norris (10 points) et Nico Hülkenberg (6 points). Au classement des constructeurs, Red Bull Racing (180 points) a désormais plus du double de points que son dauphin, Aston Martin (87 points). Mercedes (76 points) reste troisième devant Ferrari (62 points). Plus loin, à la cinquième place, McLaren (14 points) mène un peloton constitué d'Alpine (8 points), Haas (7 points), Alfa Romeo (6 points), AlphaTauri (2 points) et Williams (1 point).

## Contexte avant le Grand Prix

### Nouveau format pour le sprint
La direction de la Formule 1 et les écuries sont parvenues, en marge du Grand Prix d'Australie à Melbourne, à un accord sur l'organisation du weekend de Bakou et des cinq Grands Prix suivants où le programme comprend un sprint, afin de faire du samedi une journée de compétition indépendante.
Selon cet accord, validé le 25 avril par le Conseil Mondial de la FIA, se déroulent, le vendredi, une séance d'essais libres puis une séance de qualification pour déterminer la composition de la grille de départ (et donc de la pole position) de la course dominicale,. Le samedi, se tiennent les qualifications pour le sprint (sprint shootout), prenant la place des deuxièmes essais libres, selon un format raccourci à 45 minutes (12 minutes pour la Q1, 10 pour la Q2 et 8 pour la Q3) avec des types de pneus obligatoires : médiums pour la Q1 et la Q2, tendres pour la Q3. Le sprint lui-même se dispute ensuite avec 17 tours du circuit de Bakou pour environ 100 km et 30 minutes de course, avec attribution des points allant de 8 au premier à 1 au huitième,.

### Augmentation de l'allocation de certains composants moteur
En marge du Grand Prix d'Azerbaïdjan, la Commission F1 porte à quatre le quota autorisé par saison du moteur à combustion interne, du turbocompresseur, du MGU-H et du MGU-K ; le quota de batteries et d'unités de contrôle électronique reste au nombre de deux,.

## Pneus disponibles
| Pneus pour piste sèche | Pneus pour piste sèche | Pneus pour piste sèche | Pneus pluie    | Pneus pluie |
| ---------------------- | ---------------------- | ---------------------- | -------------- | ----------- |
| Durs (Type C3)         | Medium (Type C4)       | Tendres (Type C5)      | Intermédiaires | Pluie       |

## Essais libres et qualifications

### Première séance d'essais libres, le vendredi de 13 h 30 à 14 h 30
| Pos. | Pilote           | Voiture               | Chrono         | Écart     |
| ---- | ---------------- | --------------------- | -------------- | --------- |
| 1    | Max Verstappen   | Red Bull-Honda RBPT   | 1 min 42 s 315 |           |
| 2    | Charles Leclerc  | Ferrari               | 1 min 42 s 352 | + 0 s 037 |
| 3    | Sergio Pérez     | Red Bull-Honda RBPT   | 1 min 42 s 454 | + 0 s 139 |
| 4    | Carlos Sainz Jr. | Ferrari               | 1 min 42 s 899 | + 0 s 584 |
| 5    | Lando Norris     | McLaren-Mercedes      | 1 min 43 s 125 | + 0 s 810 |
| 6    | Nyck de Vries    | AlphaTauri-Honda RBPT | 1 min 43 s 414 | + 1 s 099 |

- La séance est interrompue au drapeau rouge après que l'Alpine de Pierre Gasly a pris feu à cause d'une casse moteur. En conséquence, Esteban Ocon a passé plus de la moitié de la séance dans le garage, Alpine craignant un problème similaire sur la seconde Alpine A523[9],[10].

### Séance de qualifications, le vendredi de 17 h à 18 h
| Pos.                                                                                      | Pilote           | Écurie                | Qualifications 1 | Qualifications 2 | Qualifications 3 |
| ----------------------------------------------------------------------------------------- | ---------------- | --------------------- | ---------------- | ---------------- | ---------------- |
| 1                                                                                         | Charles Leclerc  | Ferrari               | 1 min 41 s 269   | 1 min 41 s 037   | 1 min 40 s 203   |
| 2                                                                                         | Max Verstappen   | Red Bull-Honda RBPT   | 1 min 41 s 398   | 1 min 40 s 822   | 1 min 40 s 391   |
| 3                                                                                         | Sergio Pérez     | Red Bull-Honda RBPT   | 1 min 41 s 756   | 1 min 41 s 131   | 1 min 40 s 495   |
| 4                                                                                         | Carlos Sainz Jr. | Ferrari               | 1 min 42 s 197   | 1 min 41 s 369   | 1 min 41 s 016   |
| 5                                                                                         | Lewis Hamilton   | Mercedes              | 1 min 42 s 113   | 1 min 41 s 650   | 1 min 41 s 177   |
| 6                                                                                         | Fernando Alonso  | Aston Martin-Mercedes | 1 min 41 s 720   | 1 min 41 s 370   | 1 min 41 s 253   |
| 7                                                                                         | Lando Norris     | McLaren-Mercedes      | 1 min 42 s 154   | 1 min 41 s 485   | 1 min 41 s 281   |
| 8                                                                                         | Yuki Tsunoda     | AlphaTauri-Honda RBPT | 1 min 42 s 234   | 1 min 41 s 569   | 1 min 41 s 581   |
| 9                                                                                         | Lance Stroll     | Aston Martin-Mercedes | 1 min 42 s 524   | 1 min 41 s 576   | 1 min 41 s 611   |
| 10                                                                                        | Oscar Piastri    | McLaren-Mercedes      | 1 min 42 s 455   | 1 min 41 s 636   | 1 min 41 s 611   |
| 11                                                                                        | George Russell   | Mercedes              | 1 min 42 s 073   | 1 min 41 s 654   |                  |
| 12                                                                                        | Esteban Ocon     | Alpine-Renault        | 1 min 42 s 622   | 1 min 41 s 798   |                  |
| 13                                                                                        | Alexander Albon  | Williams-Mercedes     | 1 min 42 s 171   | 1 min 41 s 818   |                  |
| 14                                                                                        | Valtteri Bottas  | Alfa Romeo-Ferrari    | 1 min 42 s 582   | 1 min 42 s 259   |                  |
| 15                                                                                        | Logan Sargeant   | Williams-Mercedes     | 1 min 42 s 242   | 1 min 42 s 395   |                  |
| 16                                                                                        | Zhou Guanyu      | Alfa Romeo-Ferrari    | 1 min 42 s 642   |                  |                  |
| 17                                                                                        | Nico Hülkenberg  | Haas-Ferrari          | 1 min 42 s 755   |                  |                  |
| 18                                                                                        | Kevin Magnussen  | Haas-Ferrari          | 1 min 43 s 417   |                  |                  |
| 19                                                                                        | Pierre Gasly     | Alpine-Renault        | 1 min 44 s 853   |                  |                  |
| Temps minimal à réaliser pour la qualification : 1 min 48 s 357 (107 % de 1 min 41 s 269) |                  |                       |                  |                  |                  |
| Nq.                                                                                       | Nyck de Vries    | AlphaTauri-Honda RBPT | 1 min 55 s 282   |                  |                  |

- La séance est interrompue au drapeau rouge après un accident de Nyck de Vries au virage no 3 alors qu'il restait un peu plus de dix minutes dans la phase Q1. La séance est une nouvelle fois interrompue, à sept minutes du terme de la première phase, après que Pierre Gasly a tapé le mur et endommagé sérieusement le demi train arrière-droit de sa monoplace[12],[13].

### Grille de départ
- Initialement non-qualifié, Nyck de Vries est repêché par les commissaires de course et autorisé à prendre le départ depuis la dernière place de la grille[14] ;
- Esteban Ocon, auteur du douzième temps des qualifications, prend le départ du Grand Prix depuis la voie des stands, sa voiture ayant été modifiée sous le régime du parc fermé[15] ;
- Nico Hülkenberg, auteur du dix-septième temps des qualifications, prend le départ du Grand Prix depuis la voie des stands, sa voiture ayant été modifiée sous le régime du parc fermé[16],[17].

## Sprint

### «Sprint shootout» (qualifications pour le sprint), le samedi de 12 h 30 à 13 h 15
| Pos.                                                                                      | Pilote           | Écurie                | SQ1 (12 min)   | SQ2 (10 min)   | SQ3 (8 min)    |
| ----------------------------------------------------------------------------------------- | ---------------- | --------------------- | -------------- | -------------- | -------------- |
| 1                                                                                         | Charles Leclerc  | Ferrari               | 1 min 42 s 820 | 1 min 42 s 500 | 1 min 41 s 697 |
| 2                                                                                         | Sergio Pérez     | Red Bull-Honda RBPT   | 1 min 43 s 858 | 1 min 42 s 925 | 1 min 41 s 844 |
| 3                                                                                         | Max Verstappen   | Red Bull-Honda RBPT   | 1 min 43 s 288 | 1 min 42 s 417 | 1 min 41 s 987 |
| 4                                                                                         | George Russell   | Mercedes              | 1 min 43 s 763 | 1 min 43 s 112 | 1 min 42 s 252 |
| 5                                                                                         | Carlos Sainz Jr. | Ferrari               | 1 min 43 s 622 | 1 min 42 s 909 | 1 min 42 s 287 |
| 6                                                                                         | Lewis Hamilton   | Mercedes              | 1 min 43 s 561 | 1 min 43 s 061 | 1 min 42 s 502 |
| 7                                                                                         | Alexander Albon  | Williams-Mercedes     | 1 min 43 s 987 | 1 min 43 s 376 | 1 min 42 s 846 |
| 8                                                                                         | Fernando Alonso  | Aston Martin-Mercedes | 1 min 43 s 789 | 1 min 42 s 976 | 1 min 43 s 010 |
| 9                                                                                         | Lance Stroll     | Aston Martin-Mercedes | 1 min 43 s 879 | 1 min 43 s 375 | 1 min 43 s 064 |
| 10                                                                                        | Lando Norris     | McLaren-Mercedes      | 1 min 43 s 938 | 1 min 43 s 395 | Pas de temps   |
| 11                                                                                        | Oscar Piastri    | McLaren-Mercedes      | 1 min 44 s 179 | 1 min 43 s 427 |                |
| 12                                                                                        | Nico Hülkenberg  | Haas-Ferrari          | 1 min 44 s 843 | 1 min 43 s 806 |                |
| 13                                                                                        | Esteban Ocon     | Alpine-Renault        | 1 min 44 s 433 | 1 min 44 s 088 |                |
| 14                                                                                        | Kevin Magnussen  | Haas-Ferrari          | 1 min 44 s 101 | 1 min 44 s 332 |                |
| 15                                                                                        | Logan Sargeant   | Williams-Mercedes     | 1 min 44 s 042 | Pas de temps   |                |
| 16                                                                                        | Zhou Guanyu      | Alfa Romeo-Ferrari    | 1 min 45 s 177 |                |                |
| 17                                                                                        | Valtteri Bottas  | Alfa Romeo-Ferrari    | 1 min 45 s 352 |                |                |
| 18                                                                                        | Yuki Tsunoda     | AlphaTauri-Honda RBPT | 1 min 45 s 436 |                |                |
| 19                                                                                        | Pierre Gasly     | Alpine-Renault        | 1 min 46 s 951 |                |                |
| 20                                                                                        | Nyck de Vries    | AlphaTauri-Honda RBPT | 1 min 48 s 180 |                |                |
| Temps minimal à réaliser pour la qualification : 1 min 48 s 617 (107 % de 1 min 42 s 820) |                  |                       |                |                |                |

- La séance SQ1 est interrompue au drapeau rouge à vingt-cinq secondes de son terme après que Logan Sargeant a tapé le mur dans la descente[19],[20].

### Sprint, le samedi de 17 h 30 à 18 h
| Pos. | Pilote           | Voiture               | Tours | Temps/Abandon                  | Grille  | Points |
| ---- | ---------------- | --------------------- | ----- | ------------------------------ | ------- | ------ |
| 1    | Sergio Pérez     | Red Bull-Honda RBPT   | 17    | 33 min 17 s 667 (183,719 km/h) | 2       | 8      |
| 2    | Charles Leclerc  | Ferrari               | 17    | + 4 s 463                      | 1       | 7      |
| 3    | Max Verstappen   | Red Bull-Honda RBPT   | 17    | + 5 s 065                      | 3       | 6      |
| 4    | George Russell   | Mercedes              | 17    | + 8 s 532                      | 4       | 5      |
| 5    | Carlos Sainz Jr. | Ferrari               | 17    | + 10 s 388                     | 5       | 4      |
| 6    | Fernando Alonso  | Aston Martin-Mercedes | 17    | + 11 s 613                     | 8       | 3      |
| 7    | Lewis Hamilton   | Mercedes              | 17    | + 16 s 503                     | 6       | 2      |
| 8    | Lance Stroll     | Aston Martin-Mercedes | 17    | + 18 s 417                     | 9       | 1      |
| 9    | Alexander Albon  | Williams-Mercedes     | 17    | + 21 s 757                     | 7       |        |
| 10   | Oscar Piastri    | McLaren-Mercedes      | 17    | + 22 s 851                     | 11      |        |
| 11   | Kevin Magnussen  | Haas-Ferrari          | 17    | + 27 s 990                     | 14      |        |
| 12   | Zhou Guanyu      | Alfa Romeo-Ferrari    | 17    | + 34 s 602                     | 14      |        |
| 13   | Pierre Gasly     | Alpine-Renault        | 17    | + 36 s 918                     | 17      |        |
| 14   | Nyck de Vries    | AlphaTauri-Honda RBPT | 17    | + 41 s 626                     | 18      |        |
| 15   | Nico Hülkenberg  | Haas-Ferrari          | 17    | + 48 s 587                     | 12      |        |
| 16   | Valtteri Bottas  | Alfa Romeo-Ferrari    | 17    | + 49 s 917                     | 15      |        |
| 17   | Lando Norris     | McLaren-Mercedes      | 17    | + 51 s 104                     | 10      |        |
| 18   | Esteban Ocon     | Alpine-Renault        | 17    | + 1 min 0 s 621                | pitlane |        |
| Abd. | Yuki Tsunoda     | AlphaTauri-Honda RBPT | 2     | suspension                     | 16      |        |
| Np.  | Logan Sargeant   | Williams-Mercedes     | 0     | Dégats en sprint shootout      |         |        |

- Logan Sargeant, dont la monoplace a été endommagée lors du sprint shootout, ne prend pas le départ du sprint[22],[23].
- Esteban Ocon, auteur du treizième temps du sprint shootout, prend le départ depuis la voie des stands, sa voiture ayant été modifiée sous le régime du parc fermé[15].

## Course

### Classement de la course
| Pos. | no | Pilote           | Écurie                | Tours | Temps/Abandon                      | Grille  | Points |
| ---- | -- | ---------------- | --------------------- | ----- | ---------------------------------- | ------- | ------ |
| 1    | 11 | Sergio Pérez     | Red Bull-Honda RBPT   | 51    | 1 h 32 min 42 s 436 (198,074 km/h) | 3       | 25     |
| 2    | 1  | Max Verstappen   | Red Bull-Honda RBPT   | 51    | + 2 s 137                          | 2       | 18     |
| 3    | 16 | Charles Leclerc  | Ferrari               | 51    | + 21 s 217                         | 1       | 15     |
| 4    | 14 | Fernando Alonso  | Aston Martin-Mercedes | 51    | + 22 s 024                         | 6       | 12     |
| 5    | 55 | Carlos Sainz Jr. | Ferrari               | 51    | + 45 s 491                         | 4       | 10     |
| 6    | 44 | Lewis Hamilton   | Mercedes              | 51    | + 46 s 145                         | 5       | 8      |
| 7    | 18 | Lance Stroll     | Aston Martin-Mercedes | 51    | + 51 s 617                         | 9       | 6      |
| 8    | 63 | George Russell   | Mercedes              | 51    | + 1 min 14 s 240                   | 11      | 4 + 1  |
| 9    | 4  | Lando Norris     | McLaren-Mercedes      | 51    | + 1 min 20 s 376                   | 7       | 2      |
| 10   | 22 | Yuki Tsunoda     | AlphaTauri-Honda RBPT | 51    | + 1 min 23 s 862                   | 8       | 1      |
| 11   | 81 | Oscar Piastri    | McLaren-Mercedes      | 51    | + 1 min 26 s 501                   | 10      |        |
| 12   | 23 | Alexander Albon  | Williams-Mercedes     | 51    | + 1 min 28 s 623                   | 12      |        |
| 13   | 20 | Kevin Magnussen  | Haas-Ferrari          | 51    | + 1 min 29 s 729                   | 16      |        |
| 14   | 10 | Pierre Gasly     | Alpine-Renault        | 51    | + 1 min 31 s 332                   | 17      |        |
| 15   | 31 | Esteban Ocon     | Alpine-Renault        | 51    | + 1 min 37 s 794                   | pitlane |        |
| 16   | 2  | Logan Sargeant   | Williams-Mercedes     | 51    | + 1 min 40 s 943                   | 14      |        |
| 17   | 27 | Nico Hülkenberg  | Haas-Ferrari          | 50    | + 1 tour                           | pitlane |        |
| 18   | 77 | Valtteri Bottas  | Alfa Romeo-Ferrari    | 50    | + 1 tour                           | 13      |        |
| Abd. | 24 | Zhou Guanyu      | Alfa Romeo-Ferrari    | 36    | Surchauffe                         | 15      |        |
| Abd. | 21 | Nyck de Vries    | AlphaTauri-Honda RBPT | 9     | Accident                           | 18      |        |

### Pole position et record du tour
- Pole position :  Charles Leclerc (Ferrari) en 1 min 40 s 203 (215,670 km/h)[25].
- Meilleur tour en course :  George Russell (Mercedes) en 1 min 43 s 370 (209,063 km/h) au cinquante-et-unième et dernier tour ; huitième de l'épreuve, il remporte le point bonus associé au meilleur tour en course[26].

### Tours en tête
- Charles Leclerc (Ferrari) : 2 tours (1-2)[27]
- Max Verstappen (Red Bull-Honda RBPT) : 7 tours (3-9)
- Sergio Pérez (Red Bull-Honda RBPT) : 42 tours (10-51)

## Classements généraux à l'issue de la course
| Pos. | Pilote           | Écurie                | Points |
| ---- | ---------------- | --------------------- | ------ |
| 1    | Max Verstappen   | Red Bull-Honda RBPT   | 93     |
| 2    | Sergio Pérez     | Red Bull-Honda RBPT   | 87     |
| 3    | Fernando Alonso  | Aston Martin-Mercedes | 60     |
| 4    | Lewis Hamilton   | Mercedes              | 48     |
| 5    | Carlos Sainz Jr. | Ferrari               | 34     |
| 6    | Charles Leclerc  | Ferrari               | 28     |
| 7    | George Russell   | Mercedes              | 28     |
| 8    | Lance Stroll     | Aston Martin-Mercedes | 27     |
| 9    | Lando Norris     | McLaren-Mercedes      | 10     |
| 10   | Nico Hülkenberg  | Haas-Ferrari          | 6      |
| 11   | Esteban Ocon     | Alpine-Renault        | 4      |
| 12   | Oscar Piastri    | McLaren-Mercedes      | 4      |
| 13   | Valtteri Bottas  | Alfa Romeo-Ferrari    | 4      |
| 14   | Pierre Gasly     | Alpine-Renault        | 4      |
| 15   | Zhou Guanyu      | Alfa Romeo-Ferrari    | 2      |
| 16   | Yuki Tsunoda     | AlphaTauri-Honda RBPT | 2      |
| 17   | Alexander Albon  | Williams-Mercedes     | 1      |
| 18   | Kevin Magnussen  | Haas-Ferrari          | 1      |

| Pos. | Écurie                | Points |
| ---- | --------------------- | ------ |
| 1    | Red Bull-Honda RBPT   | 180    |
| 2    | Aston Martin-Mercedes | 87     |
| 3    | Mercedes              | 76     |
| 4    | Ferrari               | 62     |
| 5    | McLaren-Mercedes      | 14     |
| 6    | Alpine-Renault        | 8      |
| 7    | Haas-Ferrari          | 7      |
| 8    | Alfa Romeo-Ferrari    | 6      |
| 9    | AlphaTauri-Honda RBPT | 2      |
| 10   | Williams-Mercedes     | 1      |

## Statistiques
Le Grand Prix d'Azerbaïdjan 2023 représente :
- la 19e pole position de Charles Leclerc, sa première de la saison et sa troisième consécutive à Bakou[30] ;
- la 6e victoire de Sergio Pérez, sa deuxième de la saison[31] ;
- la 96e victoire de Red Bull[32] ;
- le 25e doublé de Red Bull[33] ;
- la 4e victoire de Honda RBPT en tant que motoriste[34] ;

Au cours de ce Grand Prix :
- Max Verstappen passe la barre des 2 100 points inscrits en Formule 1 (2 104,5 points)[35] ;
- Sergio Pérez est élu « pilote du jour » à l'issue d'un vote organisé sur le site officiel de la Formule 1[36] ;
- Enrique Bernoldi (28 Grands Prix disputés entre 2001 et 2002 avec Arrows) est nommé conseiller par la FIA pour aider dans leurs jugements le groupe des commissaires de course[37].